# Tasca

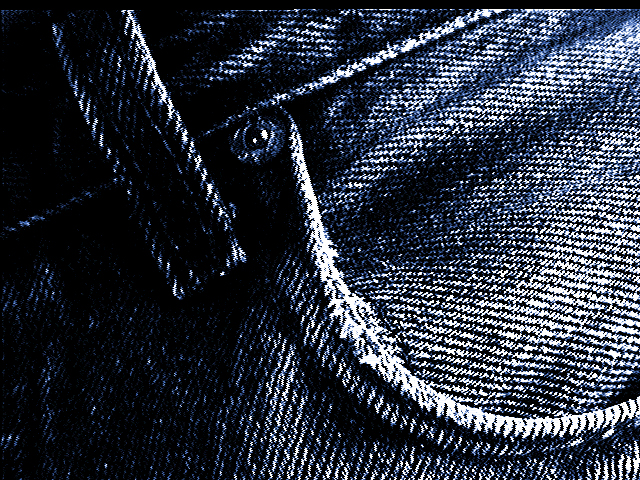
Dettaglio di una tasca su un jeans.

La tasca è una sacca di dimensioni variabili ricavata o cucita su alcuni capi di abbigliamento, per contenere oggetti di piccole dimensioni.
Nella moda europea le tasche nascono nella forma di piccole borse, di solito appese alla cintura, nascoste sotto il cappotto o altri indumenti e raggiungibili attraverso una fenditura nel vestito stesso, talvolta richiudibili con una cerniera lampo.
La dimensione di una tasca può variare di dimensione e profondità a seconda del capo su cui essa è applicata. Tradizionalmente i pantaloni sono dotati di quattro tasche, due davanti e due più profonde dietro. Con il diffondersi dei pantaloni baggy il numero delle tasche è aumentato, ed il loro posizionamento è cambiato. Le camicie ed alcune magliette (principalmente le polo) sono dotate di uno o due taschini sul petto. I cappotti e le giacche sono fornite di due tasche laterali ricavate sul davanti, talora protette da piccoli risvolti detti patte.

## Storia

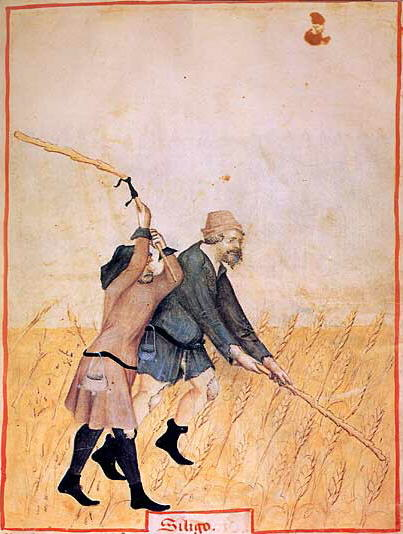
Le tasche pendono dalle cinture mentre i contadini del XV secolo trebbiano il grano siligo in un Tacuinum Sanitatis

Gli antichi usavano borse in pelle o stoffa per contenere oggetti di valore. Ötzi (chiamato anche "Uomo dei ghiacci"), che visse intorno al 3.300 a.C., aveva una cintura con cucita una borsa che conteneva un deposito di oggetti utili: un raschietto, un trapano, scaglie di selce, un punteruolo d'osso e un Fomes fomentarius.
Nell'abbigliamento europeo, i fitchets, simili alle tasche dei giorni nostri, apparvero nel XIII secolo. Nella tunica, che non presentava aperture laterali, erano praticate delle fessure verticali per consentire l'accesso alla borsa o alle chiavi appese alla cintura della tunica. Secondo la storica Rebecca Unsworth, fu alla fine del XV secolo che le tasche divennero più evidenti. Durante il XVI secolo, le tasche aumentarono in popolarità e prevalenza. 

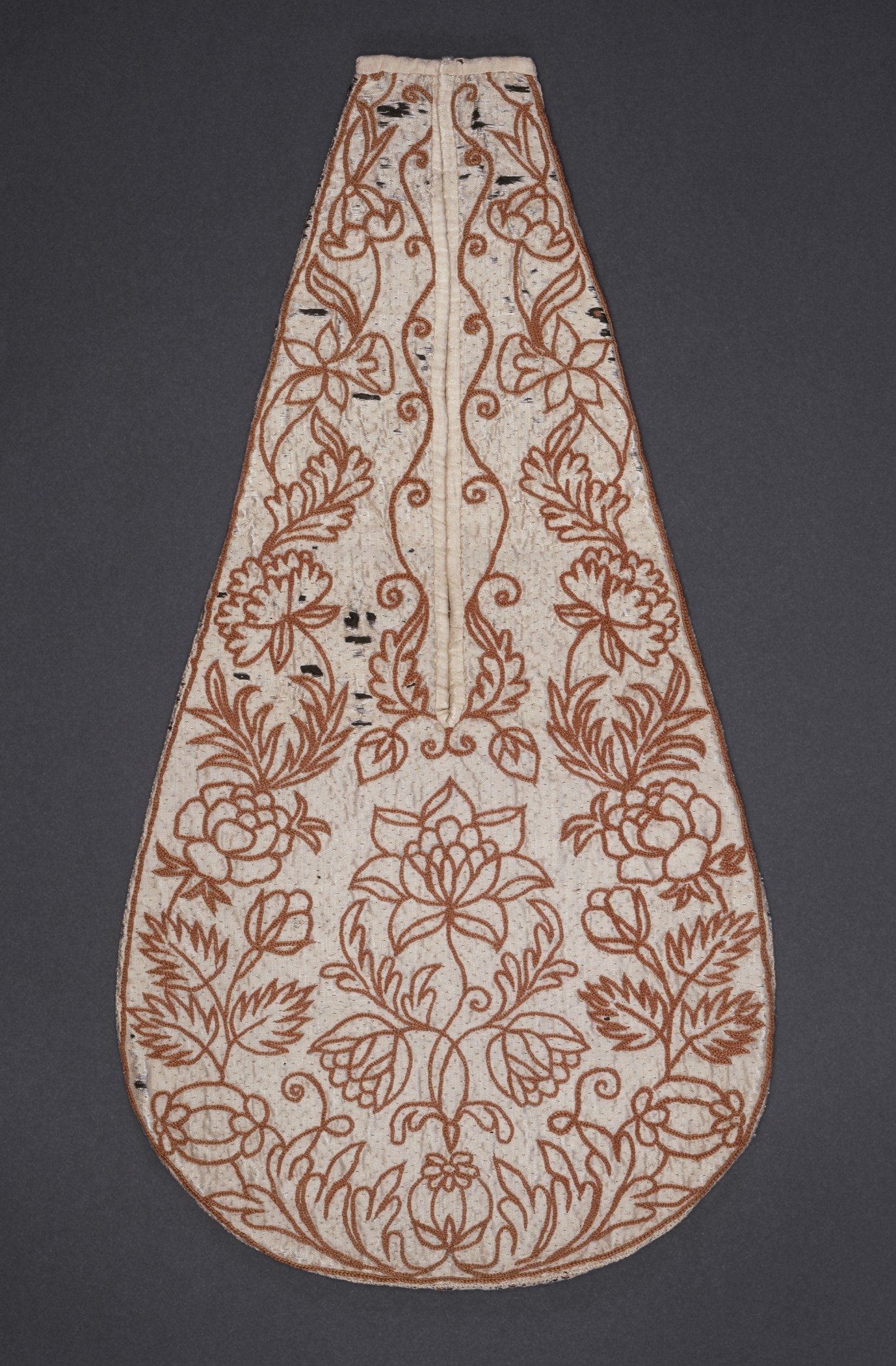
Tasca appesa da donna del XVIII secolo

Nell'abbigliamento europeo leggermente successivo, le tasche iniziarono ad essere appese come borsette a una cintura, che poteva essere nascosta sotto un cappotto o un farsetto per scoraggiare il borseggio e raggiunta attraverso una fessura nell'indumento esterno.
Nel XVII secolo, le tasche iniziarono ad essere cucite negli abiti maschili, ma non in quelli femminili, che continuarono ad essere legati e nascosti sotto le ampie gonne in voga all'epoca.
Storicamente, il termine "tasca" si riferiva a un marsupio indossato intorno alla vita dalle donne tra il XVII e il XIX secolo, menzionato nella rima Lucy Locket, una filastrocca in lingua inglese. In queste tasche, le donne portavano gli oggetti necessari nella loro vita quotidiana, come forbici, spilli e aghi e chiavi.
Nell'abbigliamento più moderno, mentre i vestiti da uomo generalmente hanno tasche, le donne spesso no e talvolta hanno quelle che vengono chiamate tasche Potëmkin, una finta fessura cucita e chiusa. Se ci sono tasche, spesso sono molto più piccole che negli abiti da uomo. I giornalisti di The Pudding hanno scoperto che meno della metà delle tasche frontali delle donne potrebbe contenere un portafoglio sottile, quindi non oggetti come un telefono e le chiavi.

## Tipi
Un taschino per orologio o taschino frontale (in inglese watch pocket o fob pocket) è una piccola tasca progettata per contenere un orologio da tasca, che a volte si trova nei pantaloni e nei gilet da uomo e nei tradizionali blue jeans. Tuttavia, a causa del declino della popolarità degli orologi da tasca, queste tasche vengono utilizzate raramente per lo scopo previsto originariamente.
Una tasca a filetto o tasca a fessura (in inglese besom pocket o slit pocket) è una tasca tagliata in un indumento invece di essere cucita. Queste tasche hanno spesso profili rinforzati lungo la fessura della tasca, che appaiono come un pezzo di tessuto o una cucitura in più. Le tasche interne si trovano su una giacca da smoking o su pantaloni e possono essere accentuate da una chiusura con patta o bottone.
Le tasche da campeggio o tasche cargo (in inglese camp pockets o cargo pockets) sono tasche cucite all'esterno dell'indumento. Solitamente sono squadrate e caratterizzate da aggraffatura.
Una tasca porta birra (beer pocket) è una piccola tasca all'interno di una giacca o di un gilet di dimensioni specifiche per il trasporto di una bottiglia di birra. È entrato di moda negli anni '10 in aree selezionate del Midwest americano, prima del proibizionismo, dopodiché è svanito in una relativa oscurità prima di sperimentare piccoli revival negli anni '80 e all'inizio degli anni 2000.

### Esempi di design tascabili
In alcune delle seguenti illustrazioni è incluso un fazzoletto blu piegato a scopo illustrativo:

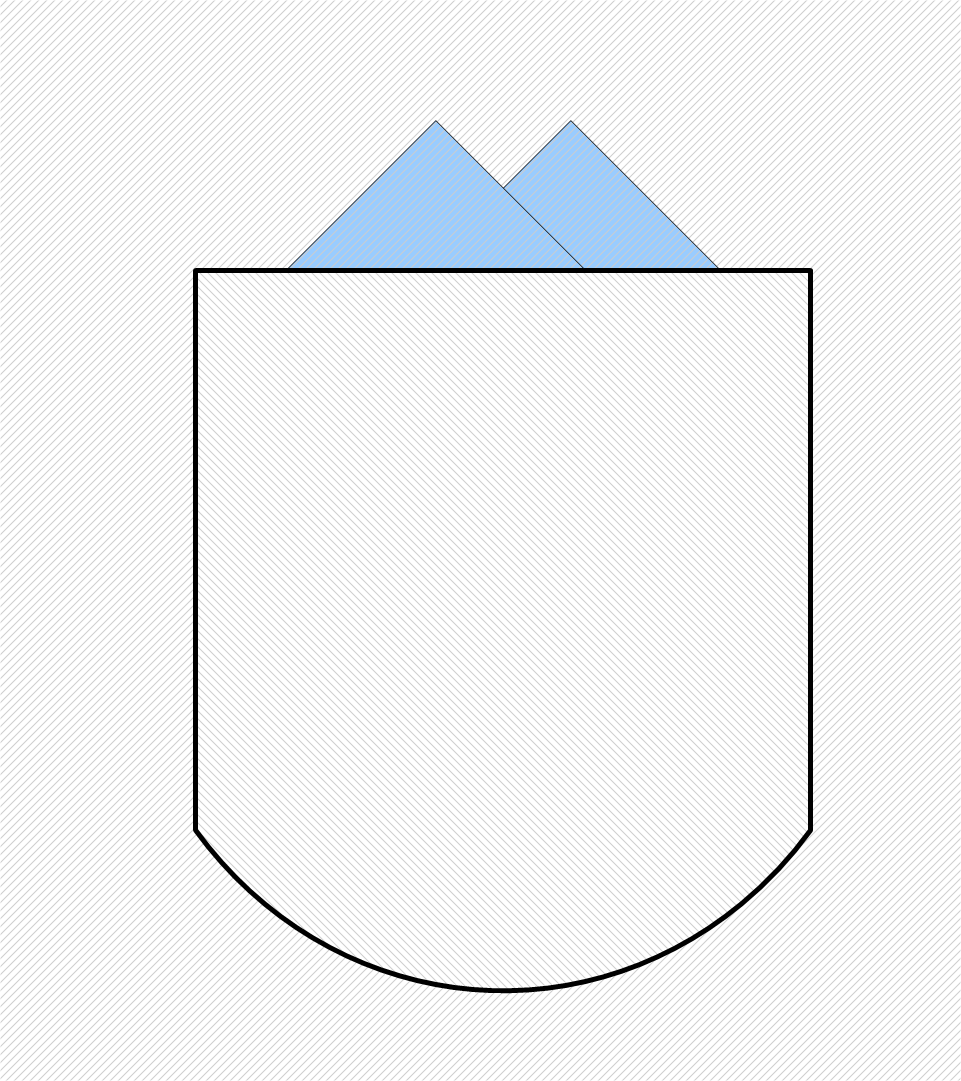
Tasca applicata con pochette
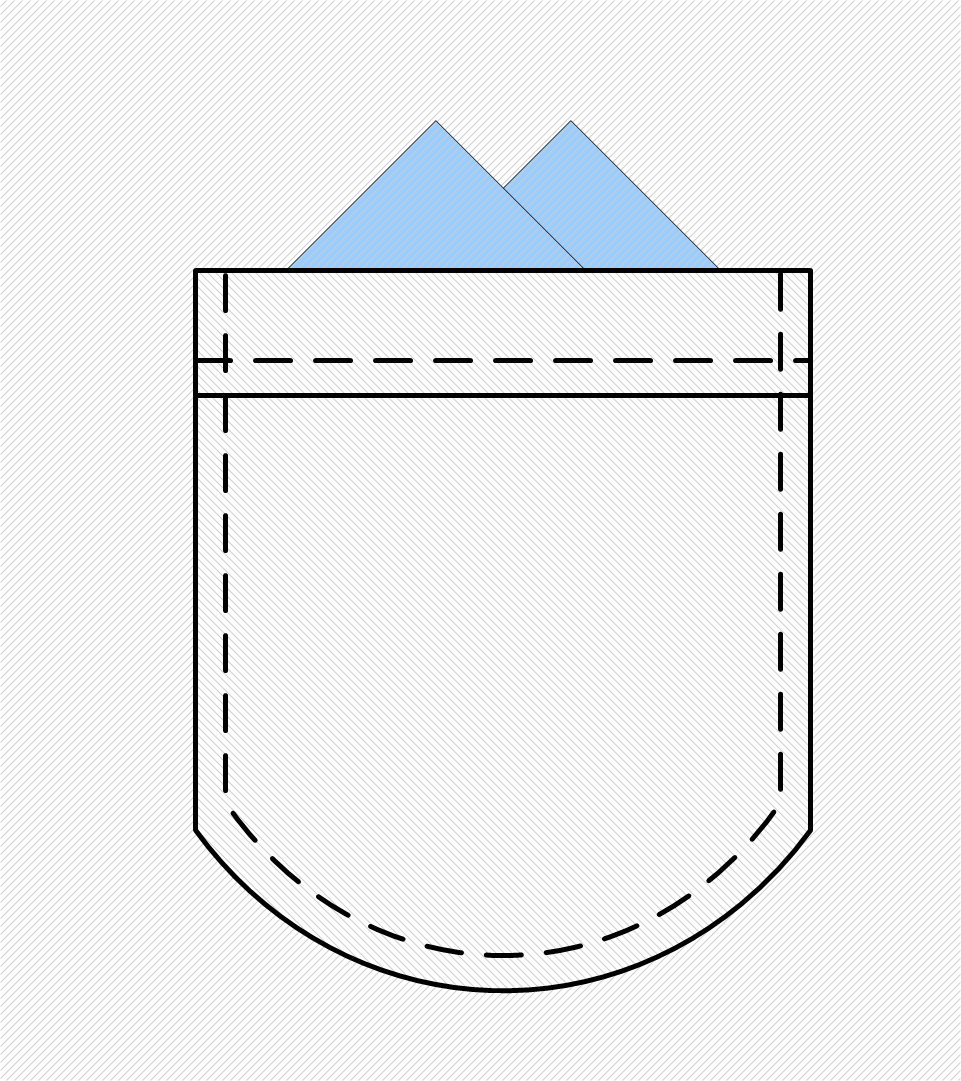
Tasca applicata con impuntura[14], una tecnica di cucito in cui la linea di cucitura è progettata per essere vista dall'esterno dell'indumento, sia decorativa che funzionale.
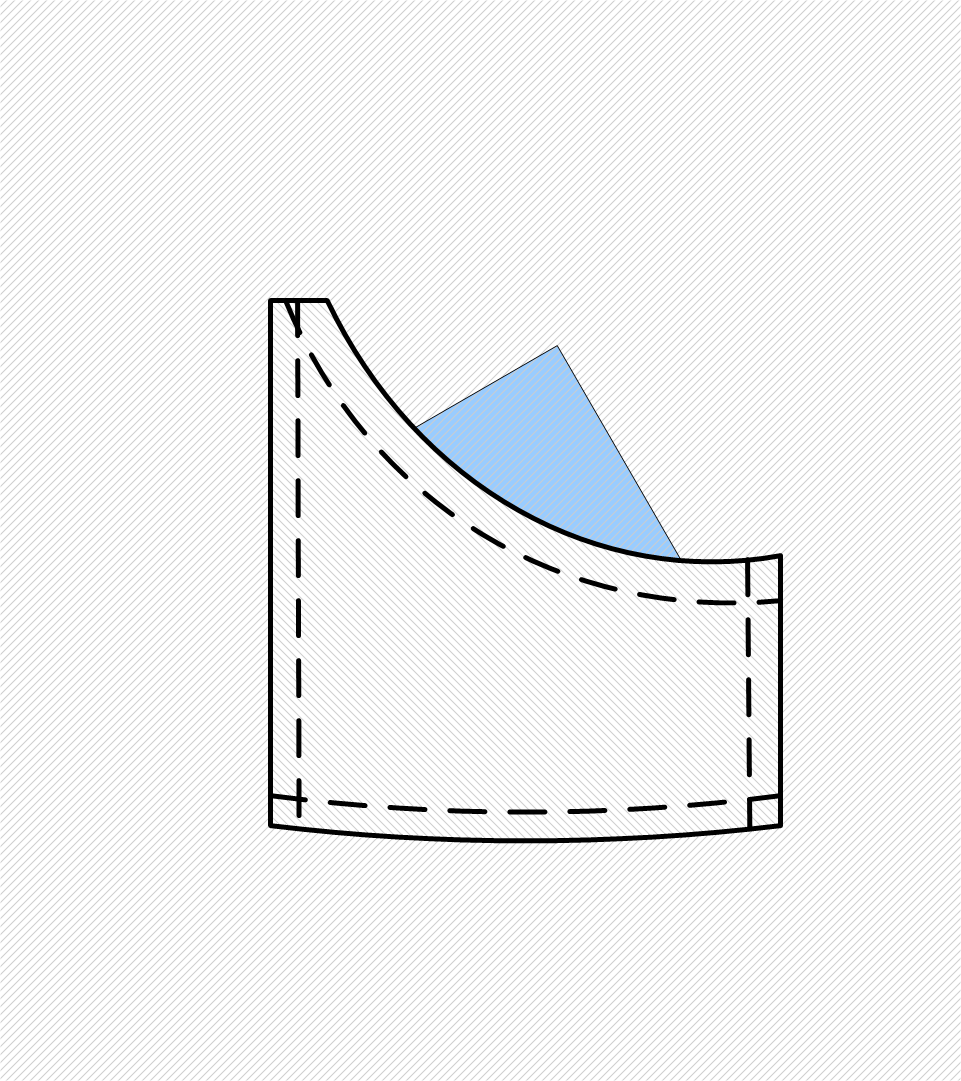
Tasca a J
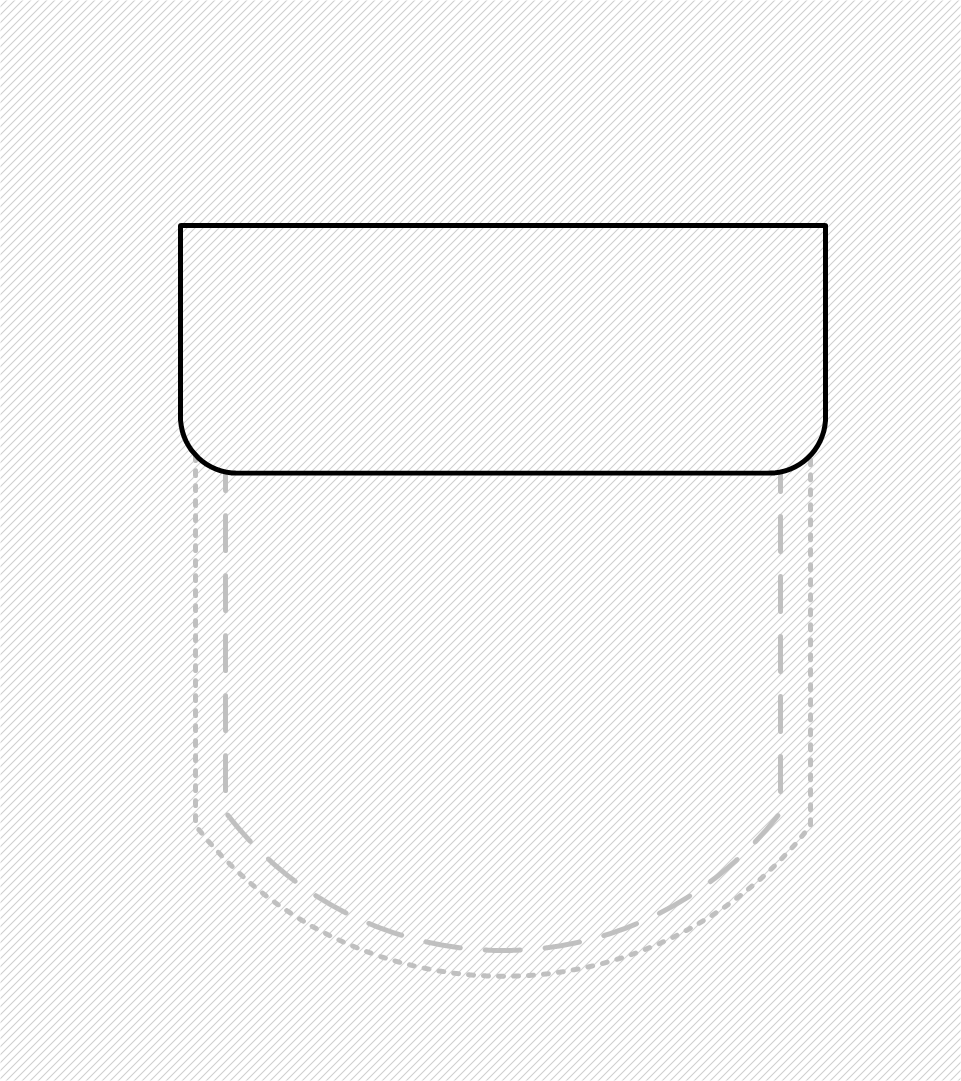
Tasca con patta
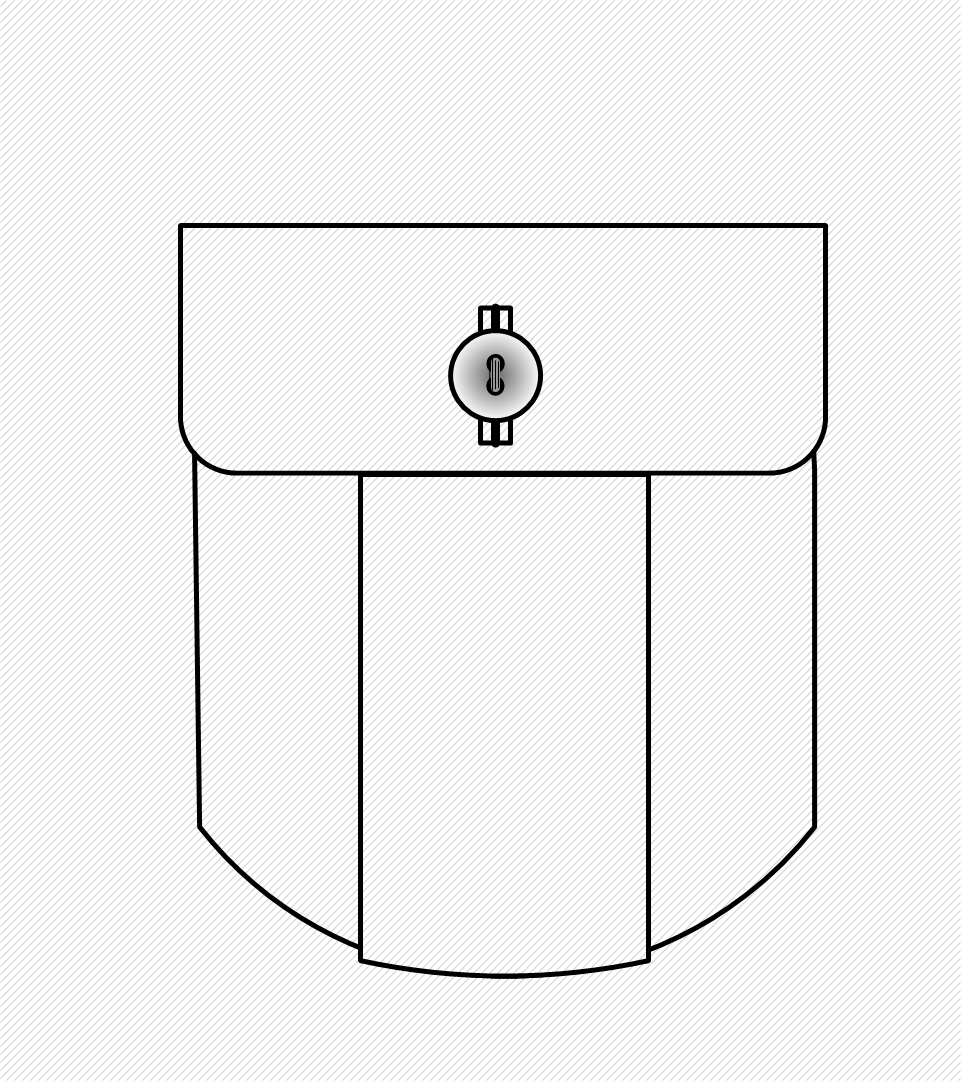
Tasca applicata con patta e bottone con piega
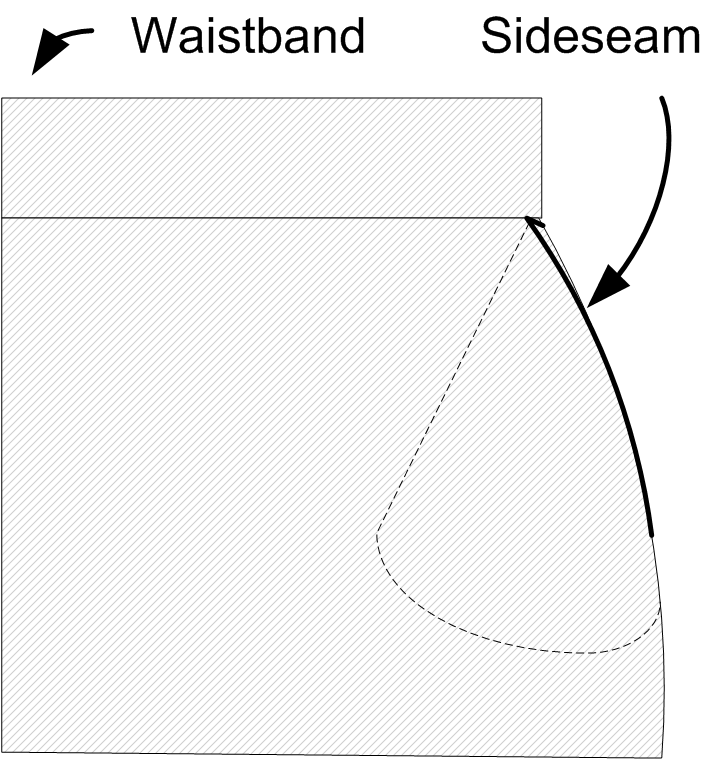
Tasca laterale
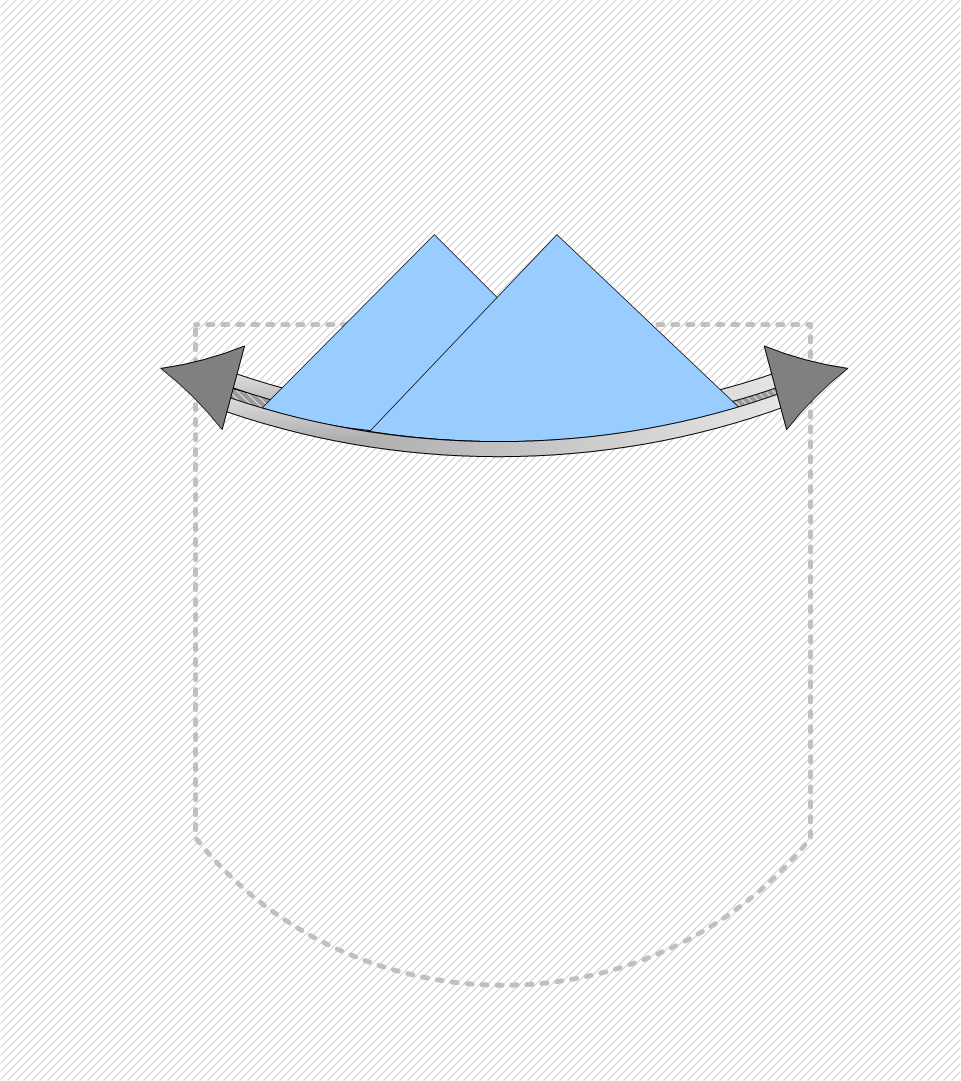
Tasca a fessura "Smile" con piping (un tipo di rifinitura o abbellimento costituito da una striscia di tessuto piegato in modo da formare un "tubo" inserito in una cucitura[15]) e rinforzi a punta di freccia, tipici dell'abbigliamento western.
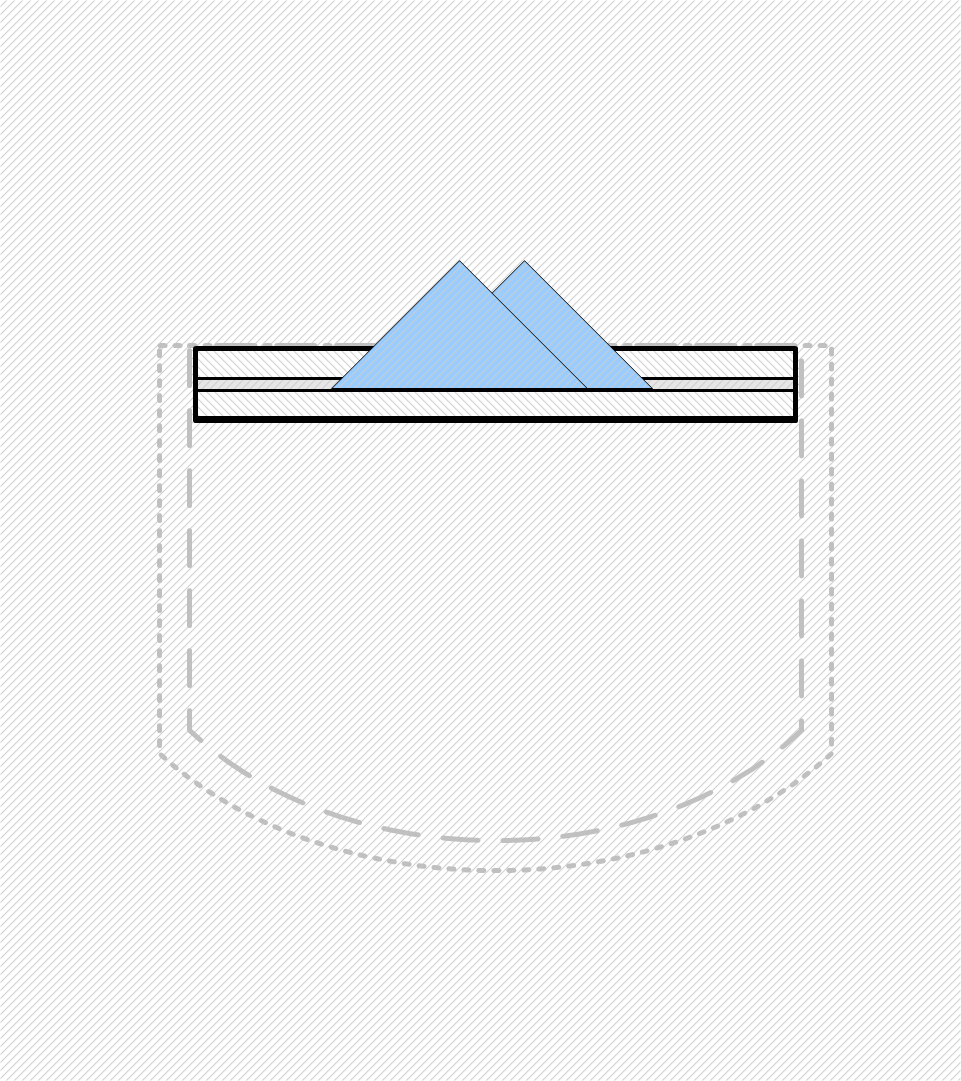
Tasca a doppio filetto
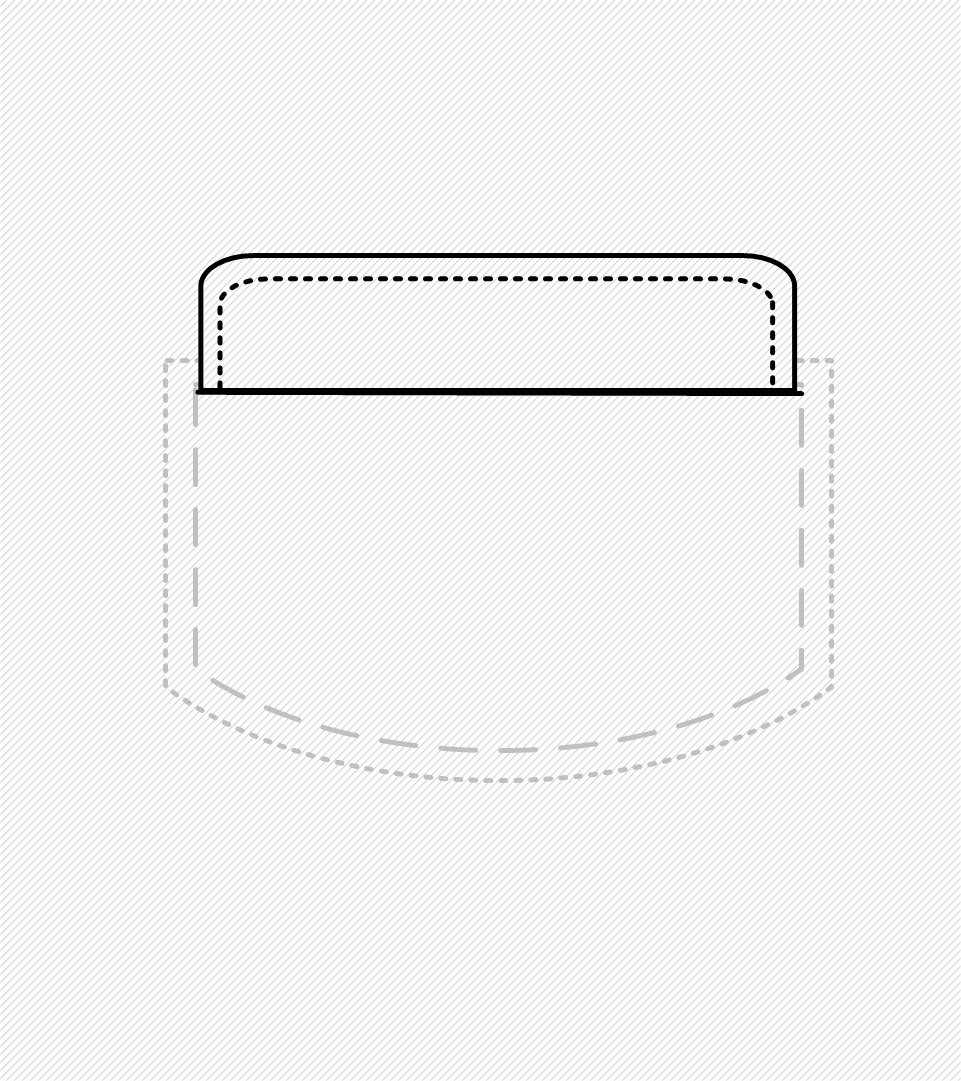
Tasca in piedi o a filetto singolo
Tasche frontali all'americana
Tasca per orologio sulla tasca anteriore destra
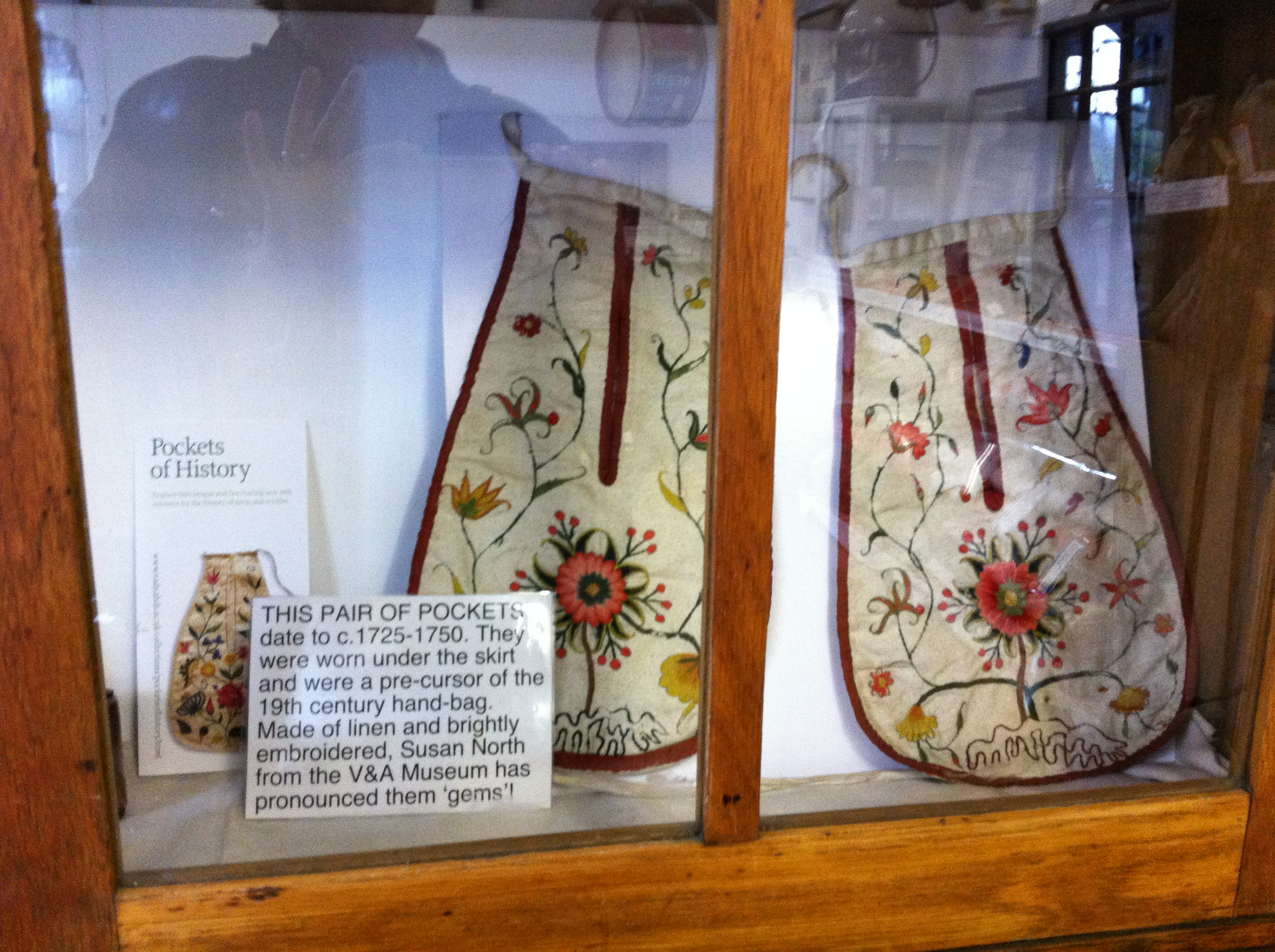
Tasche pensili in stile XVIII secolo